# 阿热斯坦河
阿热斯坦河（ارىستان），位于中华人民共和国新疆维吾尔自治区伊犁哈萨克自治州尼勒克县东南部的一条河流，喀什河左岸支流。河名为哈萨克语意为“狮子”。发源于阿吾拉勒山北麓，自东南向西北流，于乌拉斯台镇乔尔玛以西汇入喀什河。河流全长37千米，流域面积396平方千米。沿岸有217国道著名的“独库公路”段沿河而下。